# نيل ريد (مغني)
نيل ريد (بالإنجليزية: Neil Reid)‏ هو مغني بريطاني، ولد في 1959.

## وصلات خارجية
- نيل ريد على موقع IMDb (الإنجليزية)
- نيل ريد على موقع ميوزك برينز (الإنجليزية)
- نيل ريد على موقع أول ميوزيك (الإنجليزية)
- نيل ريد على موقع ديسكوغز (الإنجليزية)